# Through Clarity
Through Clarity (en español: A través de la claridad) es el segundo extended play de la banda japonesa Coldrain. Producido en Estados Unidos por David Bendeth, fue originalmente publicado el 4 de julio de 2012 por el sello VAP.
Una versión europea fue publicado el 27 de enero de 2014, atrayendo la atención de críticos musicales occidentales. El sencillo principal, «No Escape», apareció en el tráiler japonés del videojuego Resident Evil: Operation Raccoon City.

## Grabación
Al ser su primera producción grabada en Occidente, los miembros de la banda mencionaron algunos aspectos que buscaban cambiar y otros que ocurrieron una vez estando en el estudio. Yokochi en especial habló de la mezcla de la batería, en donde buscaban dar mayor intensidad a los golpes, en contraste a otras grabaciones más tradicionales del J-pop. Masato, por su parte recibió consejos del ingeniero de grabación sobre sus matices y estilos de canto, lo que le ayudó a mejorar su interpretación.

## Recepción
Las reacciones del álbum en occidente han sido generalmente positivas. Rock Sound destaca a la banda por su sonido cercano al metalcore, usando lo melódico de Crossfaith con lo agresivo de Bullet for My Valentine, con menciones especiales a «No Escape» y «Persona» como “suficiente para satisfacer a sus fanáticos en la espera de nuevo material”.
El resto de críticos también destacan a «No Escape» como la canción esencial del álbum, con Greg Spencer de Dead Press! comparando algunos matices en la voz de Masato con el vocalista Jason Butler de Letlive (posteriormente en Fever 333).

## Promoción
Con el anuncio del EP, la banda se embarcó en un tour nacional durante septiembre del mismo año. Durante la promoción del álbum The Revelation, publicaron el EP en el Reino Unido junto a uno de sus sencillos, «Inside of Me», para descargas digitales. Siendo su debut en el país, realizaron tres conciertos principales, previo a su gira de apoyo europea con Bullet for My Valentine.

## Lista de canciones
Todas las letras escritas por Masato Hayakawa.
| N.º   | Título            | Duración |  |
| 1.    | «No Escape»       | 3:08     |  |
| 2.    | «Persona»         | 3:21     |  |
| 3.    | «The Future»      | 3:30     |  |
| 4.    | «Six Feet Under»  | 3:39     |  |
| 5.    | «Never Look Away» | 3:41     |  |
| 6.    | «Inside of Me»    | 4:06     |  |
| 21:25 |                   |          |  |

## Posicionamiento en listas
| Listas (2012)                            | Mejor posición |
| ---------------------------------------- | -------------- |
| Japón (Billboard Japan Top Albums Sales) | 13             |

## Historial de lanzamiento
| Región        | Fecha               | Formato                           | Discográfica |
| ------------- | ------------------- | --------------------------------- | ------------ |
| Japón         | 4 de julio de 2012  | Descarga digital · Disco compacto | VAP          |
| Unión Europea | 24 de enero de 2014 | Descarga digital · Disco compacto | VAP          |